# خسوف القمر أغسطس 2036
| الخسوف الكلي للقمر 7 أغسطس 2036                    | الخسوف الكلي للقمر 7 أغسطس 2036 |
| -------------------------------------------------- | ------------------------------- |
| مسير الشمس في الشمال سيمر القمر عبر مركز ظل الأرض. |                                 |
| ساروس (وعضو)                                       | 129 (39 من 71)                  |
| جاما                                               |                                 |
| المدة (hr: mn: sc)                                 |                                 |
| الكلية                                             |                                 |
| جزئي                                               |                                 |
| شبة الظل                                           |                                 |
| جهات الاتصال ( UTC )                               |                                 |
| P1                                                 |                                 |
| U1                                                 |                                 |
| U2                                                 |                                 |
| أعظم                                               |                                 |
| U3                                                 |                                 |
| U4                                                 |                                 |
| ص 4                                                |                                 |

سيحدث خسوف كلي للقمر في 7 أغسطس 2036. سيمر القمر عبر مركز ظل الأرض . هذا هو آخر خسوف مركزي للقمر لدورة ساروس 129 .

## موسم الكسوف
هذا هو الخسوف الثاني هذا الموسم.
الكسوف الأول هذا الموسم: كسوف جزئي للشمس في 23 يوليو 2036
الكسوف الثالث هذا الموسم: كسوف جزئي للشمس ليوم 21 أغسطس 2036

## الرؤية
سيكون مرئيًا تمامًا فوق أمريكا الجنوبية ، حيث يُنظر إليه على أنه يرتفع فوق أمريكا الشمالية ، ويغطي إفريقيا وأوروبا.

## خسوف القمر ذات الصلة

### سلسلة السنة القمرية
| عقدة تصاعدية     | عقدة تصاعدية     | عقدة تصاعدية        |                  | عقدة تنازلية          | عقدة تنازلية        | عقدة تنازلية |
| ساروس            | التاريخ المعاينة | النوع الرسم البياني | ساروس            | التاريخ المعاينة      | النوع الرسم البياني |              |
| 114              | 2035 فبراير 22   | شبة الظل            | 119              | 2035 أغسطس 19         | جزئي                |              |
| 124              | 2036 فبراير 11   | كلي                 | 129              | 2036 أغسطس 07         | كلي                 |              |
| 134              | 2037 يناير 31    | كلي                 | 139              | 2037 يوليو 27         | جزئي                |              |
| 144              | 2038 يناير 21    | شبة الظل            | 149              | خسوف القمر يوليو 2038 | شبة الظل            |              |
|                  |                  |                     |                  |                       |                     |              |
| المجموعة الأخيرة | 2034 أبريل 03    | 2034 أبريل 03       | المجموعة الأخيرة | 2034 سبتمبر 28        | 2034 سبتمبر 28      |              |
|                  |                  |                     |                  |                       |                     |              |
| المجموعة التالية | 2038 يونيو 17    | 2038 يونيو 17       | المجموعة التالية | 2038 ديسمبر 11        | 2038 ديسمبر 11      |              |

### سلسلة ساروس
سلسلة ساروس القمرية 129 ، تتكرر كل 18 عامًا و 11 يومًا ، تحتوي على 71 حدثًا ، بها 11 خسوفًا إجماليًا للقمر. كان أول خسوف كلي للقمر لهذه السلسلة في 24 مايو 1910 ، وآخرها سيكون في 8 سبتمبر 2090. وكان أطول حدثين لهذه السلسلة في 6 يوليو 1982 و 16 يوليو 2000 عندما استمر المجموع الكلي 106 دقيقة.
| أعظم                                                                   | أولا         | أولا                       | أولا                                   | أولا                      |
| ---------------------------------------------------------------------- | ------------ | -------------------------- | -------------------------------------- | ------------------------- |
| حدث أكبر كسوف لهذه السلسلة في عام 2000 في 16 يوليو ، واستمر 106 دقيقة. | شبه الظل     | جزئي                       | كلي                                    | مركزي                     |
| حدث أكبر كسوف لهذه السلسلة في عام 2000 في 16 يوليو ، واستمر 106 دقيقة. | 1351 يونيو10 | 1513 سبتمبر 15             | 1910 [الإنجليزية] مايو 24 [الإنجليزية] | 1946 يونيو14 [الإنجليزية] |
| حدث أكبر كسوف لهذه السلسلة في عام 2000 في 16 يوليو ، واستمر 106 دقيقة. | الاخير       |                            |                                        |                           |
| حدث أكبر كسوف لهذه السلسلة في عام 2000 في 16 يوليو ، واستمر 106 دقيقة. | مركزي        | كلي                        | جزئي                                   | شبه الظل                  |
| حدث أكبر كسوف لهذه السلسلة في عام 2000 في 16 يوليو ، واستمر 106 دقيقة. | 2036 أغسطس 7 | 2090 سبتمبر 8 [الإنجليزية] | 2469 أبريل 26                          | 2613 يوليو 24             |

| 1910 مايو 24 [الإنجليزية]  | 1910 مايو 24 [الإنجليزية]  | 1928 يونيو3 [الإنجليزية]   | 1928 يونيو3 [الإنجليزية]   | 1946 يونيو14 [الإنجليزية]  | 1946 يونيو14 [الإنجليزية]  |
|                            |                            |                            |                            |                            |                            |
| 1964 يونيو25 [الإنجليزية]  | 1964 يونيو25 [الإنجليزية]  | 1982 يوليو 6 [الإنجليزية]  | 1982 يوليو 6 [الإنجليزية]  | 2000 يوليو 16              | 2000 يوليو 16              |
|                            |                            |                            |                            |                            |                            |
| 2018 يوليو 27              | 2018 يوليو 27              | 2036 أغسطس 7               | 2036 أغسطس 7               | 2054 أغسطس 18 [الإنجليزية] | 2054 أغسطس 18 [الإنجليزية] |
|                            |                            |                            |                            |                            |                            |
| 2072 أغسطس 28 [الإنجليزية] | 2072 أغسطس 28 [الإنجليزية] | 2090 سبتمبر 8 [الإنجليزية] | 2090 سبتمبر 8 [الإنجليزية] |                            |                            |
|                            |                            |                            |                            |                            |                            |

حدثت آخر مرة في 27 يوليو 2018 وستحدث بعد ذلك في 18 أغسطس 2054 .
هذا هو العضو التاسع والثلاثون في ساروس 129 . كان الحدث السابق هو خسوف القمر في يوليو 2018. الحدث التالي هو خسوف القمر في أغسطس 2054. يحتوي ساروس 129 على 11 خسوفًا إجماليًا للقمر بين عامي 1910 و 2090. يتداخل Solar ساروس 136 مع هذا القمر مع حدث يحدث كل 9 سنوات 5 أيام بالتناوب بين كل سلسلة ساروس .

### دورة نصف ساروس
سوف يسبق خسوف القمر خسوف الشمس ويتبعه 9 سنوات و 5.5 أيام ( نصف ساروس ). يرتبط خسوف القمر هذا بخسوفين كليين للشمس من سولار ساروس 136 .
| 2 أغسطس 2027 | 12 أغسطس 2045 |
| ------------ | ------------- |
|              |               |

### سلسلة اينكس
تتكرر اينكس لمدة 20 يومًا أقل من 29 عامًا ، ويتكرر في المتوسط كل 10571.95 يومًا. هذه الفترة تساوي 358 قمرة (شهر متزامن و 388.5 شهر دراكوني. تزيد سلسلة ساروس بواحد في أحداث اينكس المتتالية وتتكرر في العقد القمرية الصاعدة والهابطة بالتناوب.
هذه الفترة هي 383.6734 شهر غير طبيعي (فترة المدار الإهليلجي للقمر). على الرغم من متوسط التحول الزمني 0.05 في اليوم بين الأحداث اللاحقة ، فإن تباين القمر في مداره الإهليلجي في كل حدث يتسبب في اختلاف وقت الكسوف الفعلي بشكل كبير.
| عقدة تصاعدية | عقدة تصاعدية   | عقدة تنازلية | عقدة تنازلية   | عقدة تصاعدية | عقدة تصاعدية   | عقدة تنازلية | عقدة تنازلية   |
| ساروس        | التاريخ        | ساروس        | التاريخ        | ساروس        | التاريخ        | ساروس        | التاريخ        |
| ------------ | -------------- | ------------ | -------------- | ------------ | -------------- | ------------ | -------------- |
| 96           | 1027 أبريل 23  | 97           | 1056 أبريل 2   | 98           | 1085 مارس 14   | 99           | 1114 فبراير 21 |
| 100          | 1143 فبراير 1  | 101          | 1172 يناير 13  | 102          | 1200 ديسمبر 22 | 103          | 1229 ديسمبر 2  |
| 104          | 1258 نوفمبر 12 | 105          | 1287 أكتوبر 22 | 106          | 1316 أكتوبر 2  | 107          | 1345 سبتمبر 12 |
| 108          | 1374 أغسطس 22  | 109          | 1403 أغسطس 2   | 110          | 1432 يوليو 13  | 111          | 1461 يونيو 22  |
| 112          | 1490 يونيو 2   | 113          | 1519 مايو 14   | 114          | 1548 أبريل 22  | 115          | 1577 أبريل 2   |
| 116          | 1606 مارس 24   | 117          | 1635 مارس 3    | 118          | 1664 فبراير 11 | 119          | 1693 يناير 22  |
| 120          | 1722 يناير 2   | 121          | 1750 ديسمبر 13 | 122          | 1779 نوفمبر 23 | 123          | 1808 نوفمبر 3  |
| 124          | 1837 أكتوبر 13 | 125          | 1866 سبتمبر 24 | 126          | 1895 سبتمبر 4  | 127          | 1924 أغسطس 14  |
| 128          | 1953 يوليو 26 ‏ | 129          | 1982 يوليو 6 ‏  | 130          | 2011 يونيو 15  | 131          | 2040 مايو 26   |
| 132          | 2069 مايو 6 ‏   | 133          | 2098 أبريل 15  | 134          | 2127 مارس 28   | 135          | 2156 مارس 7    |
| 136          | 2185 فبراير 14 | 137          | 2214 يناير 27  | 138          | 2243 يناير 7   | 139          | 2271 ديسمبر 17 |
| 140          | 2300 نوفمبر 27 | 141          | 2329 نوفمبر 7  | 142          | 2358 أكتوبر 18 | 143          | 2387 سبتمبر 28 |
| 144          | 2416 سبتمبر 7  | 145          | 2445 أغسطس 17  | 146          | 2474 يوليو 29  |              |                |

## روابط خارجية
- 2036 أغسطس 07 chart: Eclipse Predictions by Fred Espenak, NASA/GSFC